# Leticia (kommun)
Leticia är en kommun i Colombia.   Den ligger i departementet Amazonas, i den södra delen av landet, 1 000 km söder om huvudstaden Bogotá. Antalet invånare är 37 832.